# How little we know
How little we know is een single van Sandra Reemer. Het nummer kwam niet van een van haar studioalbums. Het is in de discostijl geschreven.
How little we know is een geheel vergeten plaat van Sandra Reemer. Reemer kwam het destijds zingen in het televisieprogramma Dik Voormekaar Show van 15 december 1977, maar het verdween vervolgens in de vergetelheid. De single was in Vlaanderen en Nederland geen hit en het is dan ook niet terug te vinden in de hitparades of zelfs de Tipparade.
Het is een cover van How little we know geschreven door Johnny Mercer en Hoagy Carmichael geschreven voor de film To have and have not uit 1944. De eerste uitvoering op single was van Betty Jane Bonney in 1945.
Sandra Reemer

Al di là · Stille nacht, heilige nacht · 'k Zweef aan m'n ballonnetje · Gloria, gloria · Sluimer zacht · Singapura · Hoe leit dit kindeke · Mijn gitaar · Kopi susu · Als jij maar wacht · Een bos rozen · Heimwee · Mijn concert · Teddy song · Jij vergeet · Since you have gone · (I've got) A love like a rainbow · Simon Zealotes · Love me, honey · The party's over · Trust in me · This is your heartbeat · How little we know · Colorado · Nothing's gonna change · It hurts to be in love · America here I come · Indonesia · Get it on · Rien ne va plus · Fly like an angel · Gold · All out of love · Sleep with me tonight · Laughter in the rain · Goodnight, sweetheart, goodnight · Smoke gets in your eyes · La colegiala · For your love · He was the one · Love is cruel · Domenica · The last goodbye · Mensen zoals jij · Kom naar me toe · Alles wat ik wil · Een boom voor het leven · De mooiste droom is vogelvrij
Sandra en Andres

Storybook children · Somethin' in my heart · For the first time in my life · Reach for the moon · Let us pray together · Love is all around · Those words · Que je t'aime · Mary Madonna · Als het om de liefde gaat · Mama mia · Auntie · Aime-moi · Dzjing boem! · True love · You believed · Oh, nous sommes très amoureux
Dutch Divas

Work that body · From New York to L.A.